# Niquelfosfur
El niquelfosfur és un mineral de la classe dels elements natius. Rep el seu nom de la seva composició química.

## Característiques
El niquelfosfur és un fosfur de níquel i ferro, de fórmula química (Ni,Fe)₃P. Cristal·litza en el sistema tetragonal. Forma cristalls allargats en [0001], d'unes 2 micres, que es troben en residus resistents a l'àcid perclòric. La seva duresa a l'escala de Mohs es troba entre 6,5 i 7.
Segons la classificació de Nickel-Strunz, l' pertany a «01.BD - Fosfurs» juntament amb els següents minerals: schreibersita, barringerita, monipita, florenskiïta, allabogdanita, andreyivanovita i melliniïta.

## Formació i jaciments
És un component molt rar de les condrites-enstatites i meteorits-condrites, probablement format per exsolució durant el metamorfisme. Sol trobar-se associada a altres minerals com: diamant, kamacita, perryita, schreibersita, troilita, espinel·la, cromita, hibonita o rútil. Va ser descoberta en un meteorit de ferro de 41 kg trobat l'any 1874 a Butler, al comtat de Bates (Missouri, Estats Units). Posteriorment se n'ha trobat en altres meteorits o en cràters de meteorits, com en el cas del cràter de Zhamanshin, a la província d'Aktobe (Kazakhstan).